# Domenico Gaffaro
Domenico Gaffaro (falecido em 1371) foi um prelado católico romano que serviu como bispo de Asolo (1348–1371).

## Biografia
No dia 5 de novembro de 1348, foi nomeado bispo de Asolo durante o papado de Clemente VI, onde serviu como bispo até à sua morte em 1371. Enquanto bispo, foi o principal consagrador de Lodovico Morosini, bispo de Capodistria (1365).